# Prince of Foxes
Prince of Foxes és una pel·lícula estatunidenca dirigida per Henry King el 1949, sobre un guió de Milton Krims. Adaptació de la novel·la del 1947 El príncep de les guineus, de Samuel Shellabarger, i ambientada en una imaginària  Edat mitjana italiana. El personatge protagonista és Andrea Orsini, que no es plega  a les intrigues de Cèsar Borja, el seu amo i general, i per amor es passa a l'enemic. Fet presoner, aconsegueix fugir i a guiar la revolta contra el tirà.
Esplèndid film en blanc i negre de Leon Shamroy (candidat a l'Oscar), la pel·lícula va ser rodada principalment a la Itàlia central: a Siena amb imatges de la Sala del Mappamondo del Palau Comunal, San Marino, San Gimignano i Monteriggioni. La pel·lícula presenta diverses seqüències realitzades en el Castell de Gradara (PU) en les Marques. En canvi la Ferrara del Cinquecento va ser reconstruïda a Cinecittà. Una ulterior escena ha estat a més rodada al llarg del canal Mortacino a Terracina (Latina, Lazi)
Orson Welles va ser contractat amb una retribució altissima (100.000 dòlars) durant una de les interrupcions dels treballs del seu Otello.

## Argument

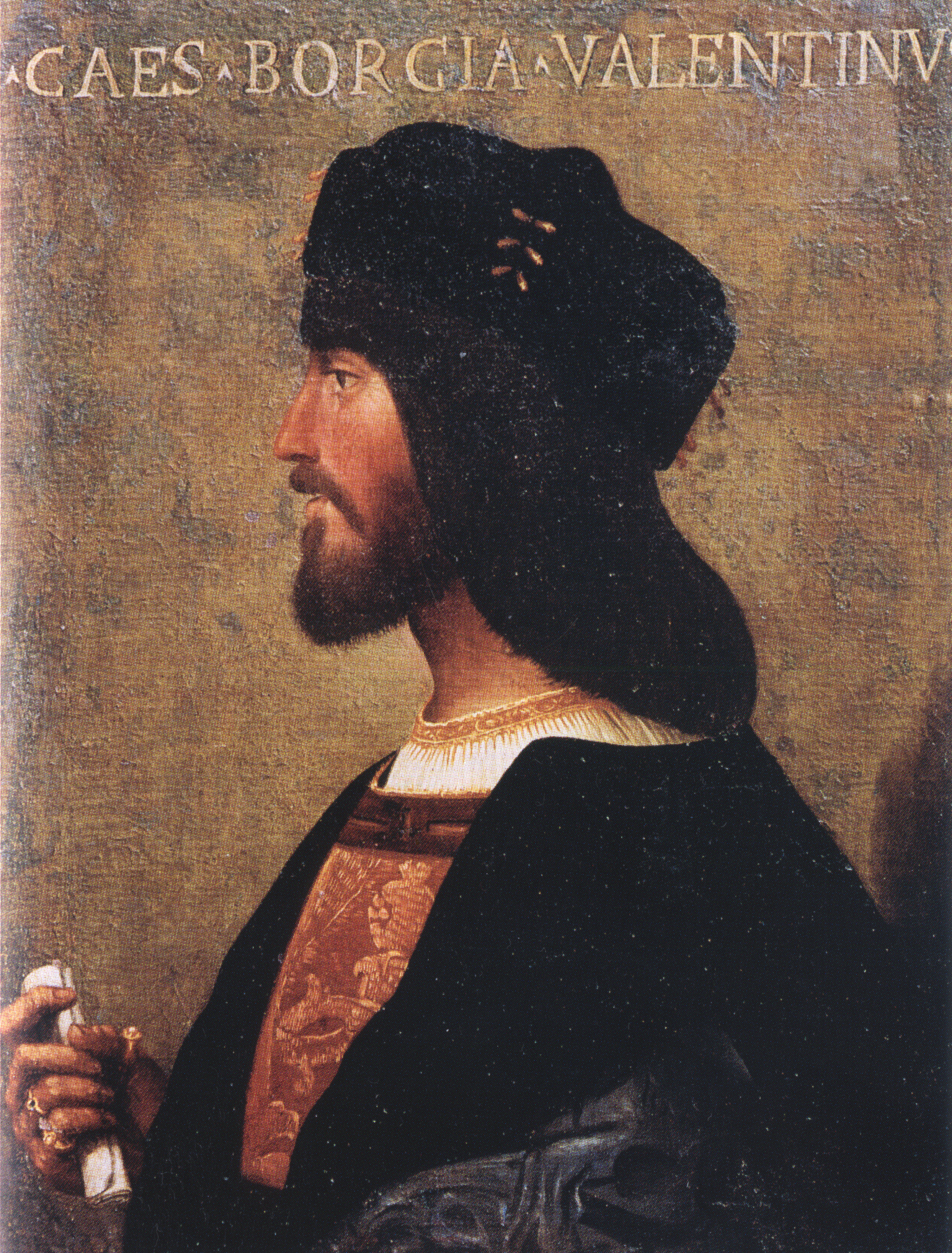
Retrat de Cesar Borja

El 1500, Andrea Zeppo, un aventurer esdevingut capità Orsini, és encarregat per Cèsar Borja de persuadir el comte d'Este de casar-se amb la seva germana, Lucrècia Borja que acaba de perdre el seu marit. Després de l'èxit d'aquesta missió, Orsini, acompanyat de Mario Belli que l'havia de matar en principi, és nomenat ambaixador a Città Del Monte amb el vell comte Varano.

## Repartiment
- Orson Welles: Cèsar Borja
- Tyrone Power: Orsini
- Wanda Hendrix: Camilla Varano
- Marina Berti: Angela Borja
- Katína Paxinoú: Mona Zoppo
- Everett Sloane: Mario Belli

## Nominacions
1950
- Oscar a la millor fotografia per Leon Shamroy
- Oscar al millor vestuari per Vittorio Nino Novarese

## Al voltant de la pel·lícula
La pel·lícula és rodada en decorats naturals. Per aquesta ocasió, el productor, Sol C. Siegel, havia "llogat" tota la República de San Marino.